# Lavr (Berezovskyj)
Lavr (světským jménem: Orest Viktorovyč Berezovskyj; * 28. ledna 1986, Korytne) je ukrajinský duchovní Ukrajinské pravoslavné církve Moskevského patriarchátu, biskup irpinský a vikář kyjevské eparchie.

## Život
Narodil se 28. ledna 1986 ve vesnici Korytne Černovické oblasti.
Po střední škole nastoupil na Moskevský duchovní seminář, který dokončil roku 2009 a pokračoval ve studiu na Kyjevské duchovní akademii. V prosinci 2015 byl přijat mezi bratry Kyjevskopečerské lávry. Dne 24. března 2016 přijal mnišský postřih se jménem Lavr na počest svatého Laura.
Dne 3. dubna 2016 byl rukopoložen na jerodiákona a 12. března 2017 na jeromonacha. Stal se představeným chrámu svatého Mikuláše v Kyjevskopečerské lávře. Dne 4. března 2018 mu bylo uděleno právo nosit epigonation a 24. března 2019 byl povýšen na archimandritu.
Dne 18. března 2020 jej Svatý synod Ukrajinské pravoslavné církve zvolil biskupem irpinským a vikářem kyjevské eparchie. Biskupská chirotonie proběhla 21. března 2020. Hlavním světitelem byl metropolita kyjevský a celé Ukrajiny Onufrij (Berezovskyj).